# Mittenothamnium laxulum
Mittenothamnium laxulum là một loài Rêu trong họ Hypnaceae. Loài này được (E.B. Bartram) F.D. Bowers mô tả khoa học đầu tiên năm 1970.